# Surf’s Up (песня)
«Surf’s Up» — песня американской рок-группы The Beach Boys из альбома 1971 года Surf’s Up. Музыка песни была написана Брайаном Уилсоном, автором текста стал Ван Дайк Паркс. Изначально композиция предназначалась для незавершённого альбома Smile. Впоследствии «Surf’s Up» была доделана Брайаном и Карлом Уилсонами, а затем включена в альбом группы Surf’s Up 1971 года в качестве его закрывающего трека.
В песне отсутствуют отсылки к сёрфингу; её название представляет собой игру слов, обозначающую смену имиджа группой. В тексте песни рассказывается о человеке в концертном зале, который переживает духовное преображение и смиряется с Богом и радостью божественного озарения, причем последнее представляется человеку в виде детской песни. В музыкальном отношении песня состоит из двух частей, в которых несколько раз модулируется тональность и избегается традиционное построение музыкальных гармоний. В песне присутствует кода, основанная на припеве другой композиции альбома Smile, «Child Is Father of the Man».
Единственная сохранившаяся запись «Surf’s Up» 1960-х годов с полным составом группы музыкантов — инструментальный трек первой части песни. Известны три записи, на которых Уилсон исполняет «Surf’s Up» самостоятельно. Две из них были сняты для документального фильма 1967 года Inside Pop: The Rock Revolution, где песня была описана как «слишком сложная» для понимания с первого прослушивания. Через несколько лет после отмены альбома Smile группа добавила новые вокальные партии и партии синтезатора к первому исполнению Уилсона с пианино в качестве единственного аккомпанента, а также к оригинальной инструментальному треку. Другая запись 1967 года была найдена спустя десятилетия и выпущена в рамках бокс-сета группы 2011 года The Smile Sessions.
«Surf’s Up» не попала в чарты, когда была выпущена в качестве сингла в ноябре 1971 года, вместе с «Don't Go Near the Water» на обратной стороне сингла. В 2004 году Уилсон записал новую версию песни для своего сольного альбома 2004 года Brian Wilson Presents Smile с новой паритурой струнных инструментов, планировавшейся к использованию в оригинальной версии песни. Впоследствии американский журнал Pitchfork включил «Surf’s Up» в отдельные рейтинги 200 лучших песен 1960-х и 1970-х годов, а в 2011 году сотрудники британского журнала Mojo признали «Surf’s Up» лучшей песней группы The Beach Boys.

## Предыстория и композиция

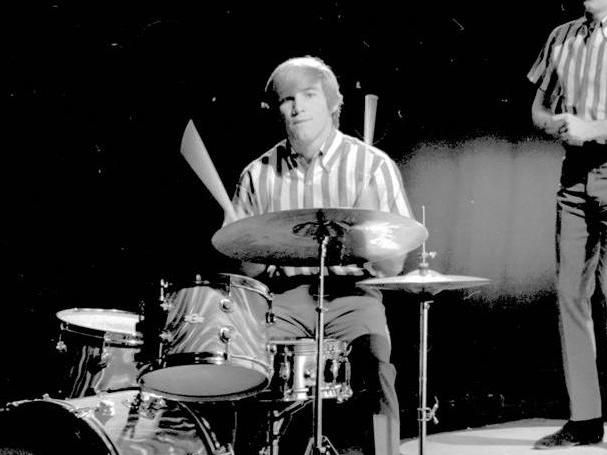
Деннис Уилсон выступает вместе с группой The Beach Boys в 1964 году. По словам Паркса, название «Surf’s Up» было вдохновлено реакцией Денниса на издевательские насмешки со стороны британской аудитории по поводу сценических нарядов группы.

«Surf’s Up» стала второй совместной песней Брайана Уилсона и Ван Дайка Паркса, которую они написали для планировавшегося к выпуску альбома Smile. Она была написана в двух частях, в основном за одну ночь, пока они были под кайфом от употребления комбинированного препарата десбутала, хранившегося в доме Уилсона. В своей статье, написанной в 1969 году, бывший коллега Уилсона Майкл Восс написал, что «Surf’s Up» должна была стать завершающей песней альбома, и что за песней должно было последовать «что-то вроде хорового аминь». Биограф группы Байрон Прейсс писал, что песня задумывалась как составная часть сюиты «The Elements» и «подразумевалась» быть в паре вместе с другой песней альбома «Love to Say Dada».
Как рассказывал Паркс, у песни не было собственно названия вплоть до того момента, когда гастролирующие участники группы не вернулись из ноябрьского турне 1966 года по Великобритании. По его собственным словам, он был свидетелем жалоб Денниса Уилсона на высмеивание британскими слушателями сценических нарядов группы в полосатых рубашках. Это вдохновило его написать последние строки песни и предложить Брайану озаглавить произведение как «Surf's Up». Брайан вспомнил, что, когда Паркс внёс это предложение, оно показалось ему «диким, потому что сёрфинг никаким образом не связан с песней». Однако в архивах Американской федерации музыкантов указано, что песня получила своё название еще до того, как группа вернулась из турне по Великобритании.
На протяжении всего произведения ощущается слабая тональная стабильность; анализ музыковеда Филиппа Ламберта показывает, что в композиции может быть до семи ключевых модуляций. Уилсон отметил, что первый аккорд «Surf’s Up» был малым минорным септаккордом, «в отличие от большинства наших песен, которые открываются на мажорном аккорде - и с этого момента он просто начал строиться и разветвляться». В начале песни чередуются аккорды Gm7/D и Dm7/G, затем следуют F/C и другие аккорды, предполагающие мажорный ключ, но в итоге песня заканчивается на D/A. Ламберт не смог определить, на каких именно аккордах заканчивается первая часть «Surf’s Up»: на F, G или D. В одном из тактов песни рожечники исполняют мелодическую фразу, повторяющую смех мультипликационного персонажа Вуди Вудпекера.
Вторая часть песни в основном состоит из сольного исполнения Уилсона, аккомпанирующего себе на пианино. В начале песни звучит ключ ми-бемоль мажор, который затем переходит в фа мажор, возвращается в ми-бемоль мажор, а в начале второй части переходит в до минор. Первоначально в этой части песни планировалась гораздо более сложная аранжировка. Когда в 2003 году Уилсона спросили, что он помнит о второй части песни, он ответил, что в ней должен был участвовать струнный ансамбль. В мемуарах Уилсона 2016 года говорится, что он не смог закончить песню в 1960-х годах, потому что она была «слишком рапсодичной» и «топталась на одном месте».

## Текст

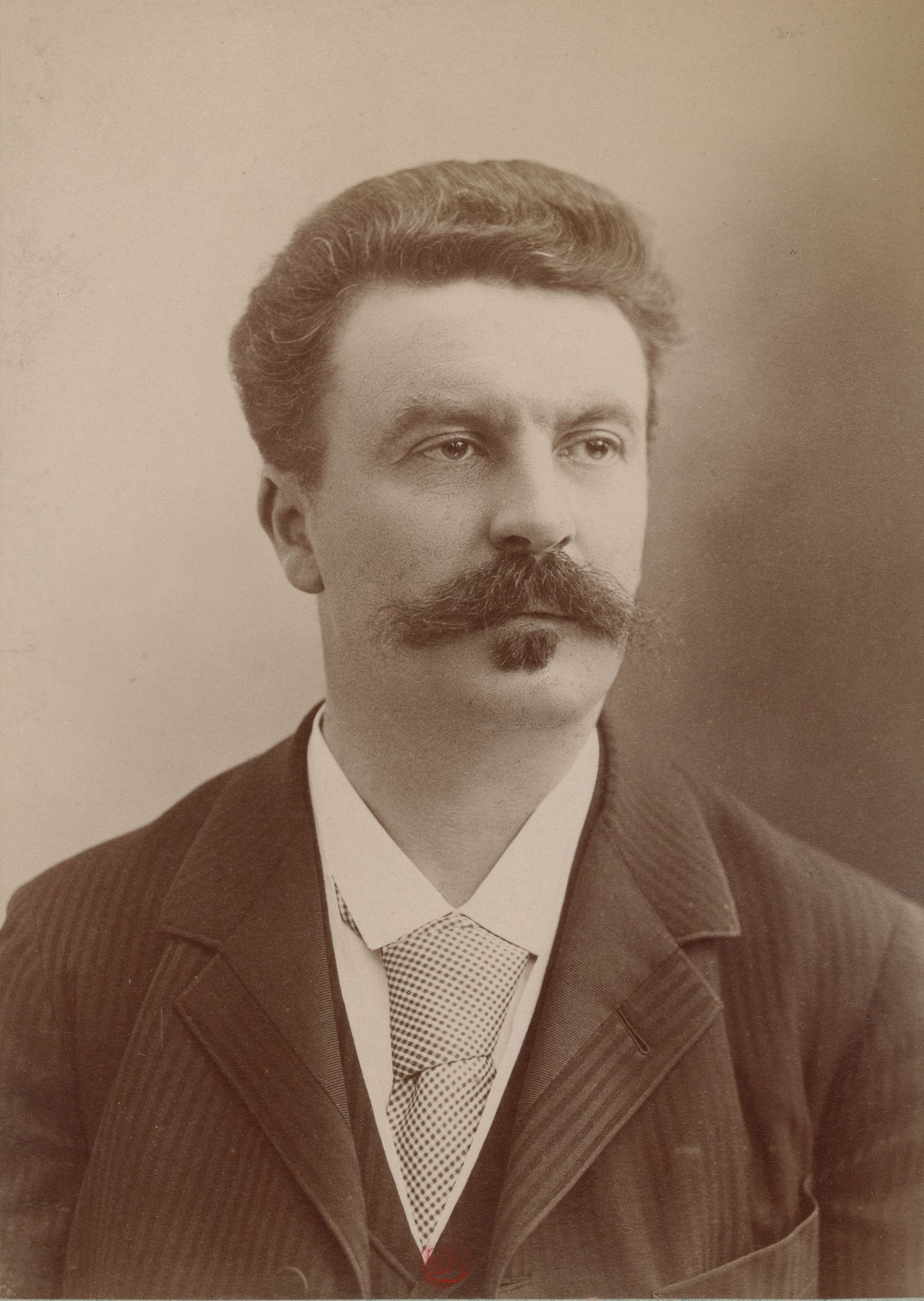
Начальная строчка «Surf’s Up» является отсылкой к рассказу «Ожерелье» французского новеллиста Ги де Мопассана

В тексте песни «Surf’s Up» упоминаются артефакты эпохи патрициата, такие как бриллиантовые ожерелья, оперные бокалы и конные экипажи. В ней также цитируются названия рассказов «Ожерелье» Ги де Мопассана и «Колодец и маятник» Эдгара Аллана По. Текст песни поднимает связанные с детством и Богом темы, затрагивавшиеся также в других песнях, написанных для Smile («Wonderful» и «Child is Father of The Man»). Название представляет собой игру слов, означающую, что группа сбрасывает свой старый имидж. В сёрфинге «surf's up» означает, что условия для волн благоприятные, но когда эта фраза появляется в песне, она используется для создания образа приливной волны.
В мемуарах Джулса Сигела, опубликованных в журнале Cheetah в октябре 1967 года под названием «Goodbye Surfing, Hello God!», он цитирует Уилсона, дающего пространное объяснение тексту альбома. Как сообщается, песня  рассказывает о «человеке на концерте», которого поглотила музыка. «Колончатые руины домино» символизируют крах „империй“, „идей“, „жизней“ и „институтов“. После слов «город на холсте и кисть на фоне» главный герой песни отправляется «в путешествие, в свое видение». Затем он испытывает «удушье печали» от «собственных страданий и пустоты жизни». В конце он обретает надежду и возвращается «к приливам, к пляжу, к детству», а затем испытывает «радость просветления, видения Бога», которая проявляется в виде детской песни. Уилсон закончил своё пояснение следующими словами: «Разумеется, это очень интеллектуальное объяснение. Но, возможно, иногда стоит делать интеллектуальные вещи». Музыкальный историк Клинтон Хейлин предполагает, что Уилсон просто повторил объяснение, которое изначально было дано Парксом.
Поэт-песенник Джимми Уэбб интерпретировал «Surf’s Up» как «предчувствие того, что должно произойти с нашим поколением и... с нашей музыкой — что какая-то великая трагедия, которую мы не могли себе представить, вот-вот постигнет наш мир». Академик Ларри Старр писал: «Поэтические и аллюзивные тексты Ван Дайка Паркса отражают переход от состояния разочарованности в упадочной материалистической культуре к проблеску, ведущему к возможности надежды и обновления. Всё это передается через обилие музыкальных ссылок и образов». Ламберт сказал, что песня пророчит оптимизм тем, кто сможет уловить невинность юности. По мнению журналиста Доменика Приоре, песня была «призывом к истеблишменту задуматься о мудрости, исходящей от молодежной культуры 1966 года».
Старр описал «Surf’s Up» как «очень серьезную песню, в которой большую часть времени царит мрачный тон, смягчаемый игрой слов... и почти чудесным поворотом к надежде в конце песни. Её мрачная атмосфера — это, пожалуй, самое большое отклонение от характерных черт творчества Beach Boys». Журналист Пол Уильямс интерпретировал песню как комментарий к музыкальному наследию группы, написав, что момент, когда Уилсон поет строчку «surf's up», является «стержнем, на котором вращается всё, что было до этого в песне, и, возможно... даже всё то, что The Beach Boys и Брайан пели, играли и делали до этого момента».

## Иллюстрации
Художник Фрэнк Холмс, оформивший обложку альбома Smile, создал две иллюстрации, находясь под впечатлением от двух строчек песни: «Бриллиантовое ожерелье играет пешкой» и «Два шага к свету лампы». Вместе с несколькими другими рисунками их планировалось включить в буклет, прилагавшийся к альбому. Холмс поделился кратким описанием своих дизайнерских решений в книге журналиста Доменика Приоре «Smile: The Story of Brian Wilson’s Lost Masterpiece». Холмс рассказал об иллюстрациях следующее:
«Diamond necklace play the pawn»:

Бриллиантовое ожерелье - это открытая коробочка, похожая на футляр для драгоценностей, в которой лежит бриллиантовое ожерелье. Там есть небольшая надпись «Tif», которая является отсылкой к Tiffany's. «Играть пешкой» - это ход в шахматах, который вы делаете, когда не можете придумать, что ещё можно сделать, и толкаете пешку - так что там есть шахматные фигуры. А шаги - это просто случайные вещи, которые там выскакивают.

Иллюстрация к альбому Smile под названием «Diamond necklace play the pawn» художника Холмс, Фрэнк Дж.

Эта иллюстрация представляет собой композицию из нескольких разных идей: здесь есть безлюдный магазин Smile Shoppe, лампа и пшеничное поле на заднем плане. Ещё здесь присутствуют дождевое облако, солнце и океан, а также шкатулка фирмы Tiffany's вместе с лампой в правом нижнем углу.
«Two step to lamp's light»:

Эта цитата походит на двусмысленность: два шага - это бесконечность на пути к свету. Два шага - это танец, а «два шага к свету лампы» - это идея шага к просветлению, поиска собственной дороги туда. «Surf's Up» - это как бы внутренняя волна и внешняя волна, так что прибой представляет собой внутреннюю волну. Я поместил её в жилище, с полом и лампой, а фрагмент с двумя шагами находится впереди них.

Некоторые из этих идей пришли из моего детства. В католической школе уроки рисования всегда были посвящены праздникам. На День благодарения мы всегда рисовали индейку, индейцев или пилигримов вместе с перьями... Так что многое из того, что было в моем детстве, было способом связи как с американской концепцией предопределения судьбы, так и с Западом в качестве основы для альбома Smile.

## История записи

### Сессии кSmile
Уилсон провёл первую сессию записи «Surf’s Up» в студии Western Studio 3 4 ноября 1966 года, вместе с Чаком Бритцем в качестве звукоинженера. Песня была записана с подзаголовком «1st Movement». Среди музыкантов присутствовали контрабасист Джимми Бонд, барабанщик Фрэнк Кэпп, гитарист Эл Кейси, пианист Эл Де Лори, басистка Кэрол Кей и перкуссионист Ник Пеллико. Уилсон проинструктировал Кэппа по воспроизведению звуков ювелирных изделий, которые, вероятно, исходили от кольца для автомобильных ключей. Между 7 и 8 ноября были осуществлены наложения новых записей инструментального трека вместе с Кэппом, Пеллико, а также с ансамблем горнов, включавшего в свой состав Артура Бриглаба, Роя Катона, Дэвида Дюка, Джорджа Хайда и Клода Шерри. Сессия, проведённая 7 ноября, была посвящена экспериментам с эффектами горна и включала упражнение, в ходе которого Уилсон попросил своих музыкантов посмеяться и провести беседы через свои инструменты. Запись этого эксперимента впоследствии получила название «George Fell into His French Horn». Журналист Роб Чэпмен сравнил данную запись с экспериментами, звучавшими в альбоме джазового музыканта Sun Ra 1965 года The Heliocentric Worlds of Sun Ra, Volume One.
Известно как минимум две записи «Surf’s Up», ныне считающиеся пропавшими или утерянными: сессия записи вокальных партий к песне в студии Columbia от 15 декабря 1966 года, а также две сессии в студии Western от 23 января 1967 года. По словам Бэдмана, сессия, проводившаяся 15 декабря, включала в себя наложение вокальных партий и фортепиано на инструментальный трек первой части, а также дальнейшую запись песни «Wonderful». Позже Сигел утверждал, что сессия «прошла очень плохо». В тот вечер Уилсона снимали на студии Columbia, когда он пел и исполнял «Surf’s Up» на фортепиано, чтобы использовать данный фрагмент в документальном фильме кларнетиста и режиссёра Дэвида Оппенгейма Inside Pop: The Rock Revolution, впоследствии показанном на телеканале CBS.
Уилсон и Оппенгейм остались недовольны тем, что они сняли, а потому решили переснять эту сцену в доме Уилсона два дня спустя, 17 декабря. Его выступление в тот день, где напротив Уилсона стоит канделябр, поставленный на его рояль, было снято тремя кинокамерами и оказалось удовлетворительным для использования в документальном фильме. По имеющимся данным, на потерянных сессиях в январе 1967 года были записаны дополнительные инструменты, в том числе струнная и роговая секции, состоявшие из 16 человек, которые были наложены на запись с предыдущим инструментальным треком от 15 декабря.
Полноценная запись второй части песни так и не была найдена. В 2004 году Дариан Саханаджа сказал, что, по слухам, где-то существует запись инструментального трека этой части, а Марк Линетт заявил: «Если она и существует, то мы её не нашли». Спустя десятилетия после записи песни, когда Уилсону задали аналогичный вопрос, то он ответил, что не думает, что когда-либо записывал вторую часть песни. В 2011 году Линетт сказал: «Это интересно, потому что есть сессионный лист, указывающий на то, что вторая половина „Surf’s Up“ — инструментальный трек — была записана. Но никогда не было никаких доказательств, что это действительно так, и, очевидно, их не было, когда The Beach Boys взялись за доработку песни в 1970-х годах. Никто, включая Брайана, не может подтвердить, что это вообще было. Так что, возможно, это была сессия, которая либо была неправильно обозначена, либо была вовсе отменена».

### ПремьераInside Popи последствия
Премьера документального фильма Inside Pop: The Rock Revolution, ведущим которого был композитор и дирижёр Леонард Бернстайн, состоялась на канале CBS 25 апреля 1967 года. В документальном фильме Брайан пел «Surf’s Up» за своим фортепиано без каких-либо интервью или упоминаний про альбом Smile. Голос Оппенгейма за кадром заявляет, что песня «поэтична, прекрасна в своей безвестности» и «является одним из аспектов того нового, что происходит в поп-музыке сегодня. Как таковая, она является символом тех перемен, которые многие из этих молодых музыкантов видят в нашем будущем». Он также назвал Уилсона «одним из наиболее значительных поп-музыкантов современности». По словам Бэдмана, сегмент программы с участием Уилсона вызвал «большие ожидания» в отношении альбома Smile, в то время как журналист Ник Кент написал, что Уилсон был «взбешён» и «сломлен» похвалой, которой его удостоили в документальном фильме.
После того как Smile был отменен, Уилсон не стал включать песню в заменяющий его альбом Smiley Smile (1967). Он говорил, что его решение оставить «Surf’s Up» неизданной было тем решением, которое «чуть не разрушило» группу. В рецензии на Smiley Smile для музыкального журнала Cheetah безымянный критик посетовал на отсутствие в альбоме песни «Surf’s Up», написав, что она «лучше всего, что есть в альбоме, и обеспечила бы такой же эмоциональный катарсис, какой произвела „A Day in the Life“ для Sgt. Pepper». В интервью 1970 года Уилсон сказал, что песня «слишком длинная, чтобы я мог записать её, если только это не альбомная песня, которую, я думаю, всё равно придется сделать. Она слишком далека от синглового звучания. Она никогда не сможет стать синглом».

### «Country Air»
В конце 1967 года Уилсон записал несколько дублей фортепианно-вокального исполнения «Surf’s Up» в своей домашней студии, предположительно во время сессий для альбома Wild Honey. Забытое демо было заново обнаружено несколько десятилетий спустя, когда архивисты искали в конце многодорожечной катушки содержимое песни альбома под названием «Country Air». Марк Линетт сказал: «Нет объяснений, почему он [Брайан] так поступил, однако дальше этого дело не пошло. Хотя я не думаю, что было намерение прорабатывать её дальше, потому что это просто его живое пение и игра на фортепиано».

### Сессии кSurf’s Up
В начале 1971 года The Beach Boys записывали свой второй альбом для звукозаписывающего лейбла Reprise Records под рабочим названием Landlocked. Менеджер группы Джек Райли попросил Брайана включить в альбом песню «Surf’s Up», и в начале июня Брайан неожиданно дал разрешение Карлу и Райли закончить песню. Во время поездки на встречу с руководителем лейбла Мо Остином Брайан сказал Райли: «Ну, хорошо, если ты собираешься меня заставить, я... включу „Surf’s Up“ в альбом». Райли спросил: «Ты действительно собираешься это сделать?», на что Брайан повторил: «Ну, если ты собираешься меня заставить». По словам Райли: «Мы пришли в Warner Bros., и Брайан без всяких уговоров сказал Мо: „Я собираюсь включить «Surf’s Up» в следующий альбом“.
С середины июня по начало июля Карл и Райли извлекли мультитреки альбома Smile из хранилищ компании Capitol, в основном для того, чтобы найти мастер-записи «Surf's Up», и попытались отремонтировать и склеить ленты. Брайан присоединился к ним по крайней мере в двух случаях. После этого группа приступила к записи песни в их приватной студии, расположенной в доме Брайана. Брайан поначалу отказался участвовать в записи «Surf’s Up» и настоял на том, чтобы Карл взял на себя партию лид-вокала. Вначале группа попыталась перезаписать песню с самого начала. «Но мы забраковали её», - сказал позже Райли, - «потому что она даже близко не походила на оригинал». Также неудачным оказалось осуществление мэшапа, связанное с попыткой наложения оригинальной записи пения Уилсона с аккомпанированием себе на фортепиано на запись инструментального трека 1966 года. По словам Линетта, кассета с данной записью до сих пор хранится в архивах группы. В итоге данная запись была выпущена на бокс-сете группы 2021 года Feel Flows.

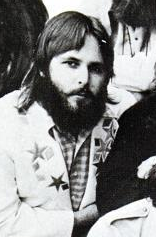
Карл Уилсон исполнил партию Лид-вокалист, которая была пропущена на инструментальном треке "первой части" песни

В итоге Карл наложил вокал на первую часть песни в виде оригинального инструментального трека, датированного ноябрем 1966 года, а также дополнительные партии бэк-вокала. Также были записаны партии органа. Вторая часть была составлена из сольного выступления Уилсона, аккомпанировавшего себе на фортепиано, которое было записано 15 декабря 1966 года, а также новых вокальных партий и партии синтезатора Moog. Карл переделал припев из другой невыпущенной песни Smile, «Child Is Father of the Man», в коду песни «Surf’s Up». Брюс Джонстон вспоминал: «В итоге мы стали заниматься вокалом, как бы подражая самим себе без Брайана Уилсона, что было весьма глупо». Лид-вокал в этой части был исполнен Аланом Джардином. По словам Рили, «мы все участвовали в работе над [финальным тегом]... В нём принимал участие я, а также парень, который работал у нас на полставки, Билл ДеСимоун. Он просто поёт «Эй, эй». Но она является неотъемлемой частью тэга на данной песне. Было очень весело...». В 1996 году Райли написал в онлайн-колонке "Вопросы и ответы", что Брайан «ясно дал понять, что он хочет, чтобы „Child [Is Father of the Man]« была бы завершающим тегом для Surfs Up [sic]».
К удивлению и радости своих коллег, Брайан появился ближе к концу сессий, чтобы помочь Карлу и звукоинженеру Стивену Десперу в завершении работы над кодой. Как вспоминал Деспер, «Брайан не хотел работать над „Surf’s Up“. Но после трёх дней уговоров и хождений туда и обратно, его все-таки убедили поработать над своей частью». Затем был придуман окончательный вариант текста: "Детская песня / Слышал ли ты, как они играют? / Их песня — любовь / И дети знают путь". После завершения работы над песней альбом Landlocked был переименован в Surf’s Up. Это был последний раз, когда группа переработала какой-либо материал, первоначально написанный для альбома Smile.

## Релиз
30 августа 1971 года «Surf’s Up» была выпущена в качестве заключительного трека на одноимённом альбоме. Большую часть успеха альбому принесло включение заглавного трека, хотя большинство слушателей в то время ещё не знали, что песня была взята с потерянного альбома The Beach Boys. В это время группа также включила «Surf’s Up» в свой концертный сет. Circus сообщил, что на одном из концертов The Beach Boys исполнили данную песню в качестве заключительного номера «после многочисленных просьб» зрителей. В другой рецензии концерта от журнала NME колумнист Тони Стюарт процитировал фразу группы по поводу названия песни, что «Surf’s Up» - это «самое подходящее название, подразумевающее, что они окончательно бросили сёрфинг».
Рецензируя альбом Surf's Up в журнале Melody Maker, Ричард Уильямс написал по поводу титульной песни, что «если бы она была выпущена во времена Sgt. Pepper... могла бы удержать многих людей от повального увлечения индульгенциями и повернуть их к истинным ценностям. Я редко слышал более совершенное, более полное музыкальное произведение. От первой до последней строчки оно течёт и развивается от почти пышного декаданса первых куплетов до детских чудес и открытой радости финального хорала». Журналист Дон Хекман для статьи в газете The New York Times писал, что песня «легко сравнима с лучшими песнями The Beatles из альбома группы Sgt. Pepper».
Журналист Артур Шмидт из Rolling Stone считает, что песня оправдала собственную легенду, хотя её место на пластинке «создает эффект, будто Брайан говорит: «Да, это наш новый альбом, но эй, хотите ли вы послушать кое-что, оставшееся у нас за бортом?». Он добавил, что хотя она «с лихвой уступила бы любому треку Sgt. Pepper, песня была «ослепительной до невозможности». Джеффри Кэннон из The Guardian посчитал, что тексты Паркса «претенциозны», однако сравнил песню с «You Still Believe in Me» и «I Just Wasn't Made for These Times» из альбома группы Pet Sounds, добавив: «Тонкая смена темпа и времени, а также нежное гармоничное пение ставят её в один ряд с лучшими номерами The Beach Boys».
«Surf’s Up» была также выпущена в качестве третьего сингла альбома в США в ноябре того же года, однако не смогла попасть в чарты. Record World отметил, что песня является «одновременно загадкой и музыкальным шедевром». Cashbox также назвал сингл «шедевром».

## Наследие

### Другие версии и исполнения

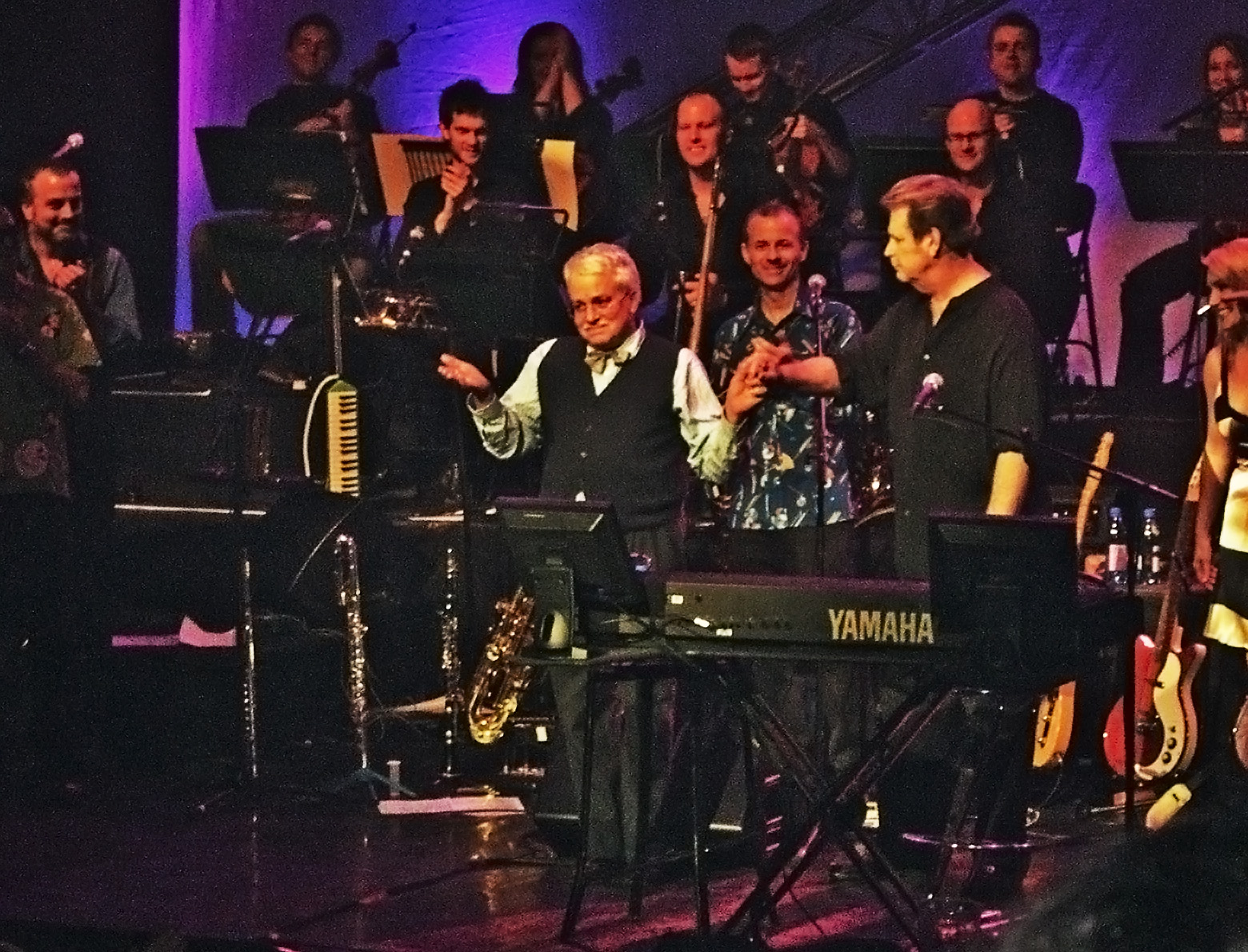
Паркс присоединяется к Уилсону на сцене после исполнения альбома Brian Wilson Presents Smile в лондонском концертном зале Royal Festival Hall, 2004 год.

В 1995 году рок-группа Wondermints, в состав которой входил Саханаджа, исполнила кавер-версию песни «Surf’s Up» в театре Морган-Виксон в Лос-Анджелесе вместе с Уилсоном в зале, которому принадлежит следующая цитата: «Если бы у меня были эти ребята в 66-м, я бы взял Smile в дорогу». Уилсон перезаписал песню в рамках своего сольного альбома 2004 года Brian Wilson Presents Smile вместе с новыми струнными оркестровками, аранжированными им самим, Парксом, Саханаджей и Полом Мертенсом. Для сборника 2011 года The Smile Sessions Марк Линетт создал новый микс песни, в котором соединил инструментальный трек 1966 года с вокалом из современной ему демо-записи песни с поющим Брайаном, аккомпанирующим себе на фортепиано.
В 2000 году в Radio City Music Hall состоялся трибьют-концерт, организованный в честь Уилсона, под названием An All-Star Tribute to Brian Wilson, на котором «Surf’s Up» была исполнена Джимми Уэббом, Дэвидом Кросби и Винсом Гиллом. Гилл принял приглашение исполнить песню, не слышав её раньше и ожидая, что она будет в стиле быстрых хитов группы. Он вспомнил свою реакцию, когда впервые услышал песню:

Я включил её, и мои глаза расширились от удивления. Я сказал: «Оно походит на классическую музыку". Она «глубока». Она «всё вертится» над моей головой, я даже не могу прикоснуться к ней". [Я сказал организатору] "Чувак, я не знаю, смогу ли я исполнить её. У неё «бестолковый» диапазон"... Я вышел на сцену и исполнил её в тот вечер... Брайан стоял на краю сцены; я прошёл мимо него, он пожал мою руку и сказал: "Было очень красиво. Мы никогда не исполняли эту песню вживую, потому что это было весьма сложно". Я сказал: «Большое спасибо»!
Рассказывающий про жизнь Уилсона байопик 2014 года «Любовь и милосердие» содержит реконструкцию выступления в рамках документального фильма Inside Pop вместе с актёром Полом Дано, исполнившим роль Уилсона. Дано рассказал интервьюеру журнала Rolling Stone: «На второй день съёмок мне пришлось из раза в раз исполнять «Surf’s Up». Это был один из лучших дней в моей жизни на съемочной площадке... Но её было трудно [играть]. Я упростил работу левой рукой на фортепиано. У Брайана довольно сложная работа левой рукой».

### Ретроспективные оценки
В своей книге Inside the Music of Brian Wilson (2007) Филипп Ламберт «Surf’s Up» «душой альбома Smile» и «суммой самых глубоких художественных видений её создателей» с её «идеальным сочетанием красноречивого текста с музыкой соразмерной силы и глубины». Музыкант Элвис Костелло сказал, что когда он обнаружил бутлег записи исполнения Уилсоном этой песни, "это было похоже на прослушивание записи Моцарта. Всего лишь Брайан и его фортепиано, однако в этом исполнении присутствует всё. Песня уже звучит готовой".
Джейми Аткинс написал, что песня «настолько опередила работы современников, что не удивительно, что даже Уилсон неожиданно для себя отвернулся от его утонченности и величия; это эквивалент восхождения на Эверест в мире написания песен, после которого ты думаешь: "И что же дальше?"» Критик Дэйв Марш был менее благосклонен к песне. В книге The Rolling Stone Record Guide (1983) он посетовал на шумиху, которая продолжала окружать Уилсона и проект альбом Smile на протяжении 1970-х годов, и высказал мнение, что «Surf’s Up» «была гораздо менее сильной и, возможно, менее инновационной, чем хиты Уилсона эпохи сёрфинга».
В радиоинтервью 1995 года Уилсон назвал свое пение на записи «отвратительным». Он сказал: «Мне стыдно. Очень стыдно. Получилась полная дрянь. В плане вокала это полная дрянь. Во-первых, я был не тем певцом, который нужен... А во-вторых, я не знаю, почему я вообще позволил себе выпустить подобную запись». Несколько лет спустя он добавил, что «его вокал был слегка ограничен. Это не самый мой любимый вокал, но в нём есть душа». В интервью 1975 года Майк Лав высоко оценил музыкальную форму и содержание песни, которые, по его мнению, выходили за рамки того, что обычно ожидается от коммерческой поп-музыки.

### Рейтинги и списки
- В 2006 году американский электронный журнал Pitchfork поставил сольное исполнение Уилсоном песни на фортепиано на 134-е место в списке «200 лучших песен 1960-х годов»[77].
- В 2011 году сотрудники британского журнала Mojo признали её величайшей песней группы The Beach Boys. В описании к песне говорится следующее: «Surf’s Up — это не столько вневременная песня, сколько элегия, богатство и таинственность, которые с возрастом только углубляются»[78].
- В 2016 году американский электронный журнал Pitchfork поставил версию песни из альбома Surf’s Up на 122-е место в списке «200 лучших песен 1970-х годов». Энди Бета написал: «Surf’s Up» прощалась с устаревшими образами сёрф-мальчиков уже в своём названии; будучи сложной и импрессионистической, она стала также венцом сотрудничества композитора Уилсона и автора текстов Ван Дайк Паркса. В тексте прослеживается влияние Теннисона, Мопассана и детских песен; кода песни «Ребенок — отец мужчины» — самый волнующий припев, который когда-либо исполнялся группой The Beach Boys, — также является потрясающей цитатой из стихотворения Уильяма Вордсворта"[79].

## Персонал
Кредиты предоставлены от Крейга Словински, Марка Диллона и Кита Бэдмана.
Музыканты, представленные на инструментальном треке за ноябрь 1966 года:
- Джимми Бонд – контрабас
- Артур Бриглаб – валторна
- Рой Кэтон – труба
- Фрэнк Кэпп[англ.] – ключи от машины, хай-хэт
- Эл Кейси[англ.] – баритон-гитара
- Дэвид Дьюк – валторна
- Кэрол Кей[англ.] – бас-гитара фирмы Fender
- Джордж Хайд – валторна
- Эл Де Лори[англ.] – фортепиано
- Ник Пеллико – колокольчики
- Клод Шерри – валторна

Дополнительные музыканты на треке 1971 года:
- Билл ДеСаймон – бэк-вокал
- Стивен Деспер[англ.] – программирование синтезаторов фирмы Moog, звукоинженер
- Майк Лав – бэк-вокал
- Алан Джардин – лид-вокал[англ.] (кода)
- Брюс Джонстон – бэк-вокал
- Джек Райли[англ.] – бэк-вокал
- Брайан Уилсон – лид-вокал и пианино (вторая часть), бэк-вокал; предположительно синтезатор фирмы Moog
- Карл Уилсон – лид-вокал (первая часть), бэк-вокал; орган Хаммонда, шейкер; предположительно синтезатор фирмы Moog
- Деннис Уилсон – бэк-вокал
- Мэрилин Уилсон[англ.] – бэк-вокал

## Комментарии
1. ↑  В 1980 году в своей статье Sounds Сэнди Робертсон написал: «Вам знакомы все истории про то, как Деннис довёл Брайана до слез, крича на него с требованием позволить группе выпустить песню „Surf’s Up“»[46]
2. ↑  В 2021 году забракованная запись была выпущена на бокс-сете группы Feel Flows[англ.][55].